# 대구경진초등학교
대구경진초등학교는 대한민국 대구광역시 북구 복현동에 있는 공립 초등학교이다.

## 연혁
- 1983년 12월 8일 : 대구경진국민학교 설립 인가
- 1984년 3월 1일 : 개교(15학급)